# Christy Jenkins
Christy Jenkins, ook bekend als "de sleutel tot de ultieme kracht", is een personage uit de Amerikaanse televisieserie Charmed. Ze werd gespeeld door Marnette Patterson.

## Biografie
Christy is de oudere zus van Billie Jenkins. Toen ze zes jaar oud was werd ze ontvoerd door demonen, die wisten dat ze de sleutel vormde tot de ultieme kracht. Nadien werd er niets meer van haar vernomen. De demonen hielden haar in de onderwereld, en wachtten de terugkeer van de Triade af. Deze maakten van Christy een kwaadaardige heks.
Vijftien jaar later wordt ze gevonden door Billie, die inmiddels zelf haar magische krachten had ontdekt en door de Charmed Ones werd opgeleid tot heks. Billie beseft echter niet dat Christy in werkelijkheid voor de Triade werkt. Op een gegeven moment zet Christy haar eigen ontvoering in scène, wetend dat Billie haar naar de onderwereld zal volgen. Daar keert Christy Billie tegen de Charmed Ones.
Christy en Billie bevechten de Charmed Ones met behulp van de kracht van de Hollow. Alleen Piper en Billie overleven dit gevecht.
Billie, beseffend dat haar zus slecht is, reist hierop samen met Piper terug in de tijd om de dood van Phoebe en Paige te voorkomen. In het verleden confronteert ze Christy, en is gedwongen haar te doden.

## Warlock
Volgens sommige fans van de serie is Christy een Warlock daar ze een heks is die de kant van het kwaad koos. Een tegenargument is dat Christy nooit een heks doodde voor haar macht, iets wat wel een vereiste is om een Warlock te worden. Dat is ook de reden dat ze in de serie nooit een Warlock wordt genoemd.

## Krachten
Christy beschikt over twee magische krachten.
De eerste is telepathie. Ze kan gedachten van anderen horen, en haar eigen gedachten overbrengen op andere personen. Hiermee kan ze mentaal met anderen communiceren, zelfs tussen verschillende dimensies.
Haar tweede kracht is pyrokinese. Ze kan vuur maken en manipuleren. Deze kracht van haar is sterk genoeg om een demon tot as te doen vergaan.